# (360) Carlova
(360) Carlova est un astéroïde de la ceinture principale découvert par Auguste Charlois le 11 mars 1893.